# Stilobezzia photophila
Stilobezzia photophila är en tvåvingeart som beskrevs av Clastrier 1984. Stilobezzia photophila ingår i släktet Stilobezzia och familjen svidknott.
Artens utbredningsområde är Guinea. Inga underarter finns listade i Catalogue of Life.